# Willem Gerrit van de Poll

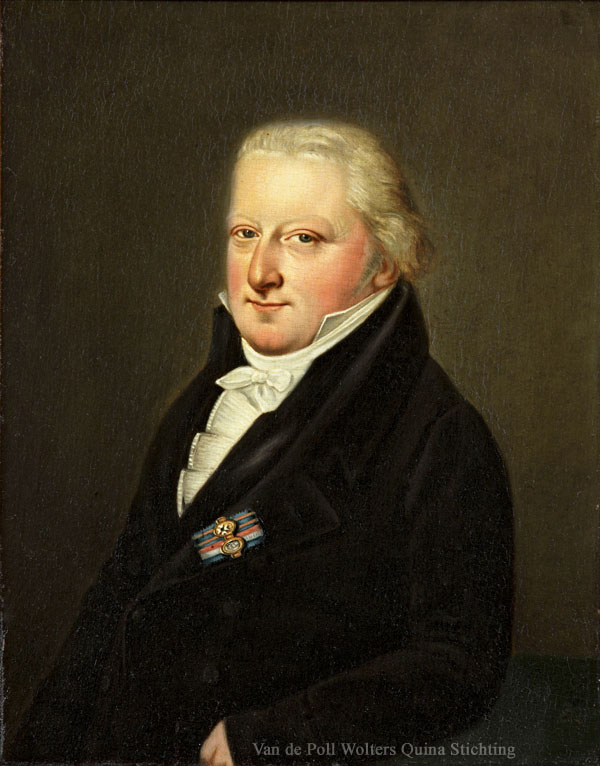
Jhr. Willem Gerrit van de Poll

Willem Gerrit van de Poll (* 25. November 1763 in Amsterdam; † 19. Dezember 1836 in Den Haag) war ein niederländischer Politiker, Finanzexperte und der erste Präsident der Niederländischen Handelsgesellschaft.
Van de Poll war der Sohn von Mr. Jan van de Poll und A. M. Dedel, Nachkommen von alten niederländischen Patriziergeschlechtern. Er studierte an der Universität Leiden. Im Jahre 1781 nahm er als Freiwilliger an der Seeschlacht auf der Doggerbank gegen die Engländer teil. Van de Poll heiratete im Jahre 1786 Agnes Johanna Hendrika Graafland, eine Tochter von Joan Graafland. Das Ehepaar hatte fünf Kinder, darunter den Sohn Willem Gerard van de Poll. Im Jahre 1786 wurde van de Poll zum Sekretär der Sozietät von Suriname ernannt. Seine Familie war vor allem ab 1770 mit der Vergabe von Krediten an Plantageneigentümer in Suriname stark am Handels-, Banken- und Hypothekengeschäft beteiligt. Nachdem er seinen Nachfolger Willem Six eingearbeitet hatte, trat er 1786 von seinem Amt zurück.
Die Familie bewohnte ab 1800 das alte Patrizierhaus Herengracht 518, das heutige Museum Haus Geelvinck-Hinlopen. Im Zeitraum der Batavischen Republik hatte er diverse Funktionen bei der Marine, im Bankwesen und in der Justiz inne. Im Jahre 1813 übersiedelte die Familie nach Den Haag.
Van de Poll wurde im Jahre 1817 in den neuen niederländischen Adelstand erhoben und war von 1818 bis 1824 Mitglied der Zweiten Kammer der Generalstaaten. Im Jahr 1824 war er Mitbegründer der Niederländischen Handelsgesellschaft sowie deren erster Präsident. Nach seinem Rücktritt als Präsident war er von 1827 bis 1836 Mitglied der Ersten Kammer der Generalstaaten.

## Quelle
- Nieuw Nederlandsch biografisch woordenboek. Deel 10